# Millettia thonningii
Millettia thonningii là một loài thực vật trong chi Millettia..

## Hình ảnh

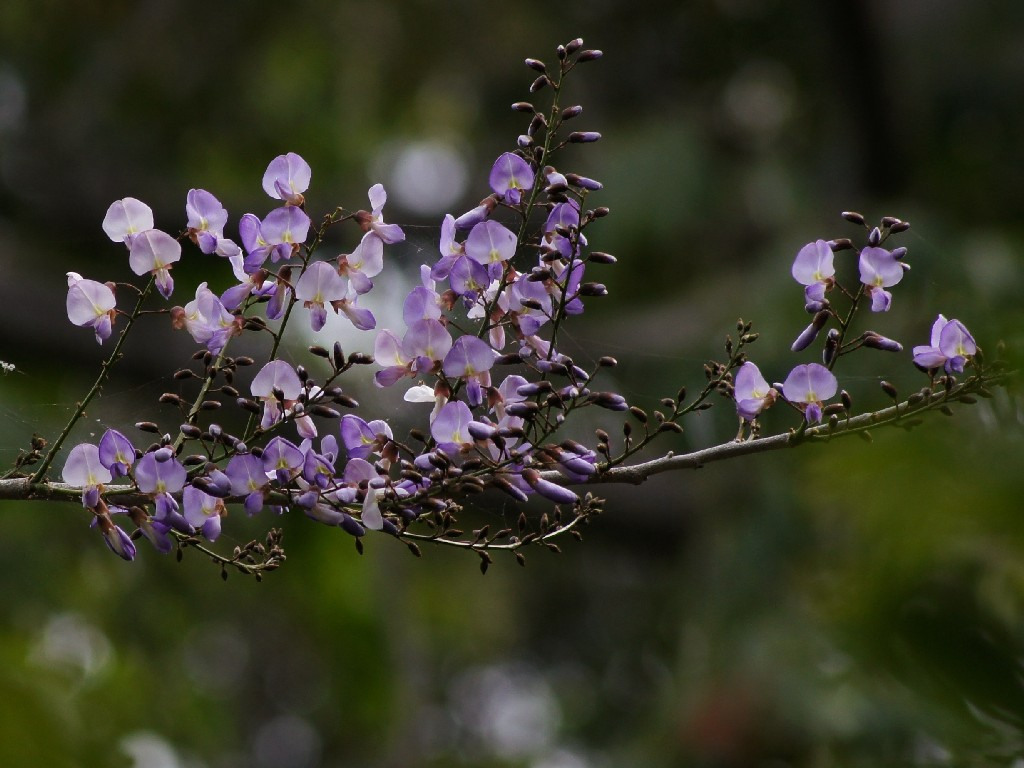